# Citronella mucronata
Citronella mucronata är en järneksväxtart som först beskrevs av Hipólito Ruiz López och Pav., och fick sitt nu gällande namn av David Don. Citronella mucronata ingår i släktet Citronella och familjen Cardiopteridaceae. Inga underarter finns listade i Catalogue of Life.

## Bildgalleri

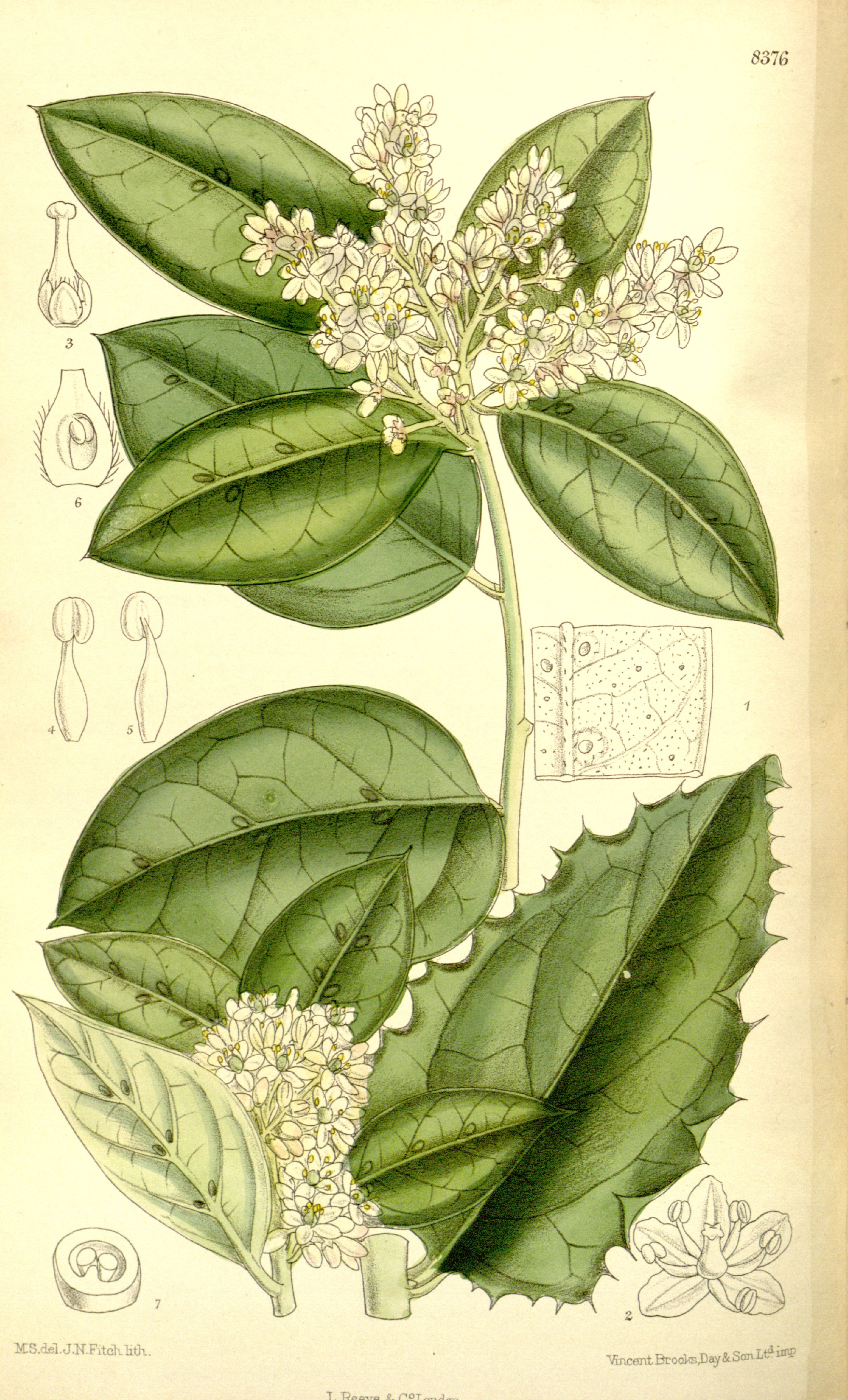
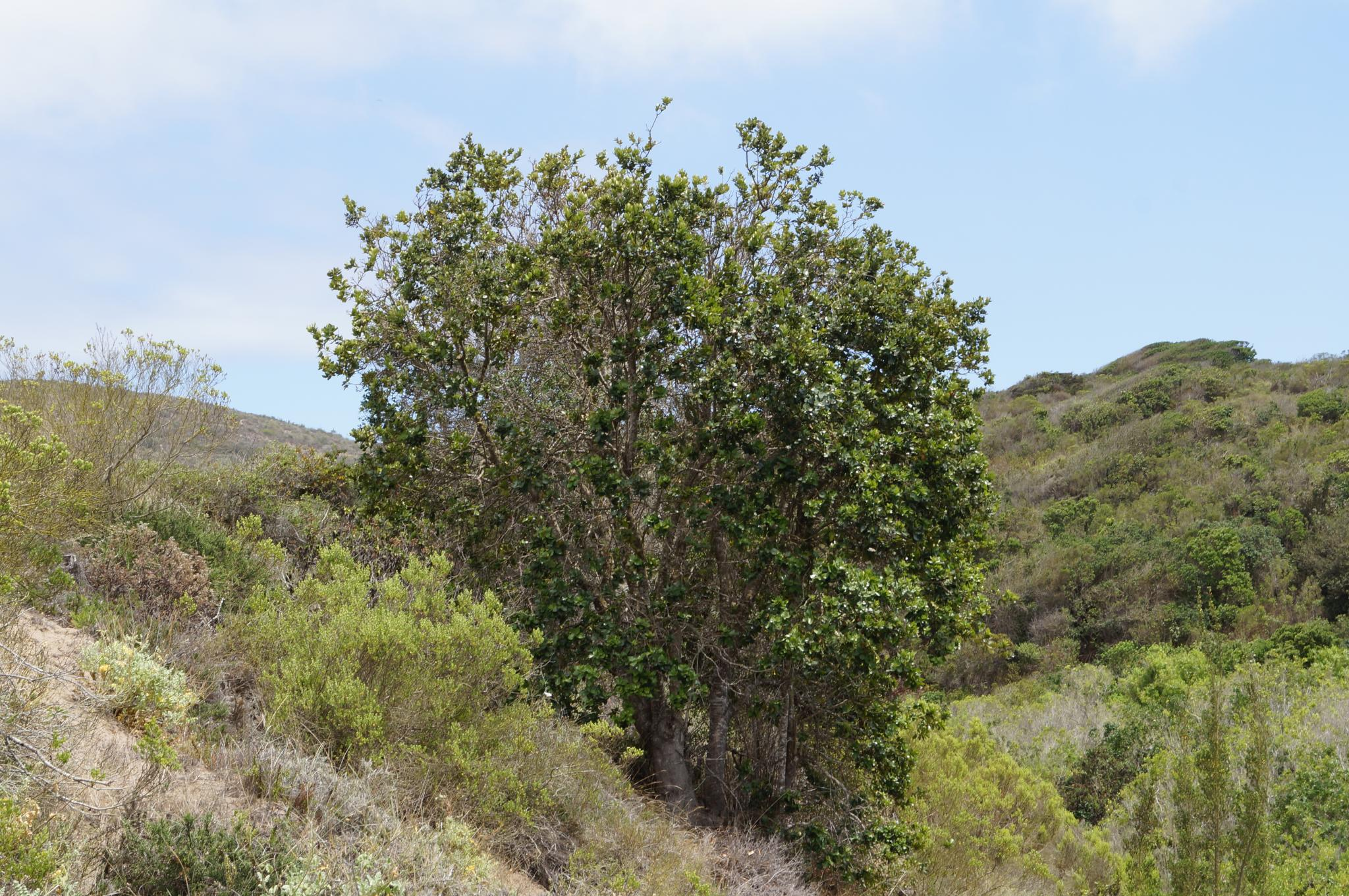
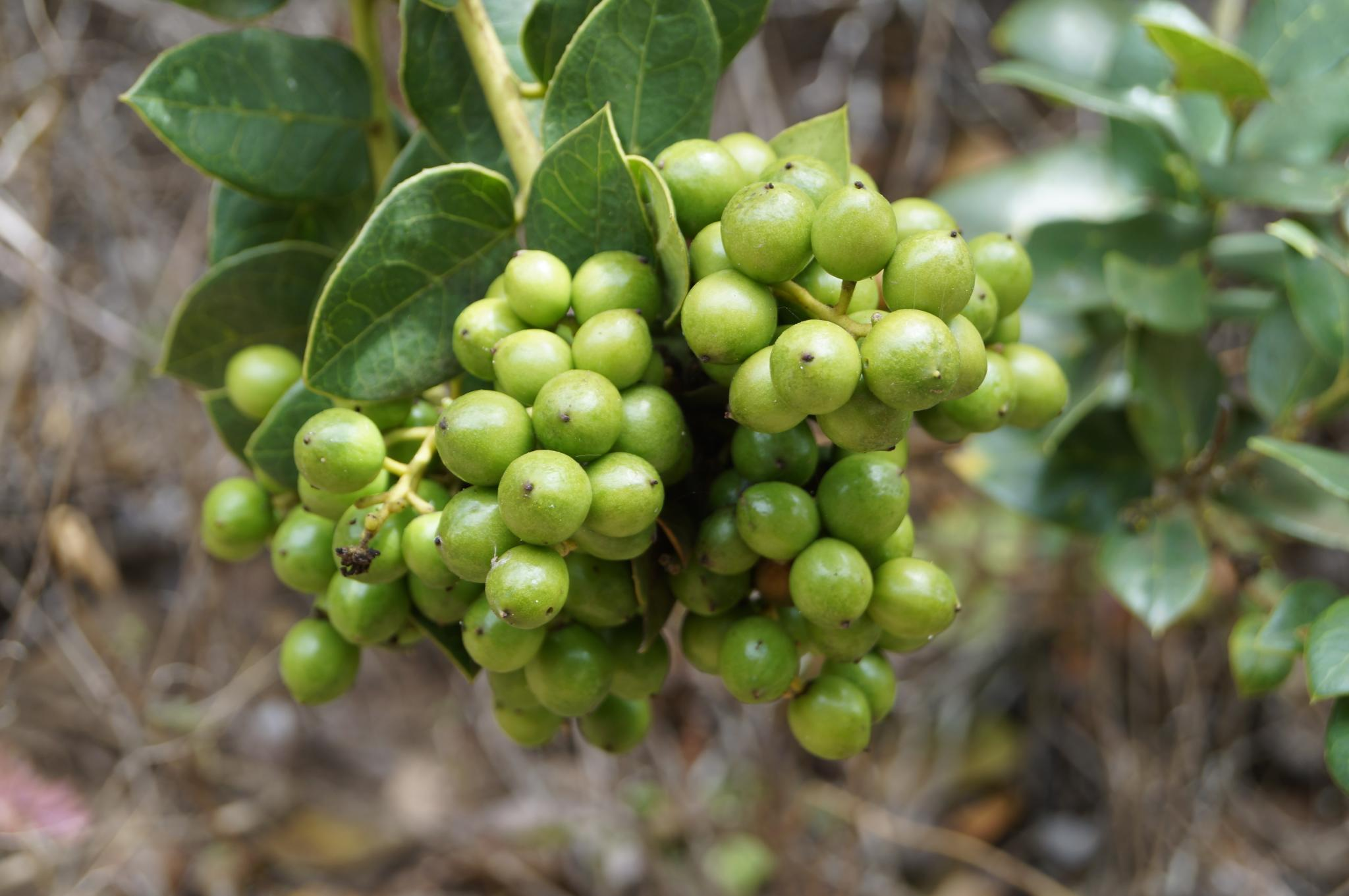